# Joseph de Guignes
Joseph de Guignes (19 de outubro de 1721 – 19 de março de 1800) foi um orientalista, sinólogo e turcoólogo francês, nascido em Pontoise, filho de Jean Louis de Guignes e Françoise Vaillant. Faleceu em Paris.
Sucedeu Étienne Fourmont na Biblioteca Real como secretário-intérprete de línguas orientais. Sua obra Mémoire historique sur l'origine des Huns et des Turcs, publicada em 1748, lhe garantiu admissão na Sociedade Real de Londres em 1752. Dois anos depois, tornou-se membro da Academia Francesa de Inscrições. Em seguida, deu início à sua principal obra, os cinco volumes de Histoire générale des Huns, des Mongoles, des Turcs et des autres Tartares occidentaux (1756–1758). Em 1757, foi nomeado para a cadeira de siríaco no Collège de France.
Guignes foi o primeiro a propor que os hunos que atacaram o Império Romano seriam os mesmos Xiongnu mencionados em registros chineses. Essa teoria foi popularizada por seu contemporâneo Edward Gibbon em Declínio e Queda do Império Romano. A hipótese tem sido amplamente debatida por estudiosos dos povos da Ásia Central, como Otto John Maenchen-Helfen, Henning, Harold Walter Bailey e Étienne de la Vaissière.
Guignes também defendeu a teoria de que a civilização chinesa teria se originado de uma colonização egípcia, uma ideia da qual não abdicou, mesmo diante de fortes refutações. Publicou diversos artigos sustentando que os hieróglifos egípcios e os caracteres chineses estavam relacionados, sendo um derivado do outro. Embora equivocado nesse ponto, é reconhecido por ter demonstrado que os anéis de cartucho nos textos egípcios continham nomes reais, desenvolvendo essa tese a partir de uma sugestão anterior de Jean-Jacques Barthélemy.

## Obras
- 1748 – Mémoire historique sur l'origine des Huns et des Turcs
- 1756 – Histoire generale des Huns, des Mongoles, des Turcs et des autres Tartares occidentaux, 3 vols. Paris: Desaint & Saillant. OCLC 5153747
- 1761 – Recherches sur les Navigations des Chinois du Cote de l'Amerique, et sur quelques Peuples situés a l'extremite orientale de l"asie.
- 1789 – An historical essay on the origin of the Oriented characters in the Royal printing-house, on the works which have been printed at Paris, in Arabic in Syriac, in Armenian, &c. and on the Greek characters of Francis I. commonly called the King's Greek.  London:  OCLC 45767900